# Laura Martignon
Laura Martignon (Colombia, 30 maggio 1952) è una matematica italiana.
Dal 2003 lavora come professoressa di matematica all'università di Ludwigsburg ed è una scienziata associata dell'Istituto Max Planck dello Sviluppo Umano di Berlino, dove ha precedentemente lavorato come Senior Researcher. Ha inoltre lavorato per dieci anni come professoressa di matematica all'Università di Brasilia e ha trascorso un periodo di un anno e mezzo all'Università Ebraica di Gerusalemme con una Borsa di ricerca del governo israeliano.

## Biografia

### Formazione
Laura Martignon ha ottenuto un diploma di laurea in matematica presso l'Università Nazionale della Colombia a Bogotà (1971), ha poi preso un master in matematica (1975) ed un dottorato di ricerca in matematica presso l'Università di Tubinga (1978). Ha ottenuto la sua libera docenza tedesca in neuroinformatica presso l'Università di Ulma, in Germania, nel 1998.

### Contributi accademici
Laura Martignon è specializzata in didattica della matematica e, come matematica applicata, nella modellazione matematica. In qualità di modellista, ha collaborato e continua a collaborare in contesti scientifici interdisciplinari. Ha applicato l'analisi funzionale determinando criteri per l'applicabilità delle trasformazioni integrali nei calcoli di reazioni di n corpi e ha costruito spazi di Hilbert adeguati all'immersione di osservabili e matrici di densità. Nella neuroinformatica ha collaborato in team di neuroscienze che modellano la sincronizzazione di potenziali di gruppi di neuroni, convalidando e testando le prime misure robuste di tali fenomeni. Tuttavia i suoi contributi principali come modellista sono stati nei campi del ragionamento probabilistico e della presa di decisione. Nel 1995 è stata uno dei membri fondatori del Centro ABC, cioè il Centro per il Comportamento e la Cognizione Adattiva (Center for Adaptive Behavior and Cognition), guidato da Gerd Gigerenzer nella Società Max Planck, prima a Monaco (1995-1997) e poi a Berlino (1997-2003). Con i suoi colleghi di ABC ha modellato il "veloce e frugale albero euristico" come un modello decisionale lineare non compensatorio e ha caratterizzato la sua razionalità ecologica. È conosciuta per aver introdotto e definito gli alberi veloci e frugali (Fast-and-frugal trees) per la classificazione e la decisione e per aver dimostrato le loro proprietà fondamentali creando un ponte teorico dal concetto di frequenze naturali alle euristiche semplici, veloci e frugali.
Oggi il suo lavoro sul ragionamento e sul processo decisionale motiva la maggior parte della sua ricerca nella didattica della matematica. Con Stefan Krauss e altri colleghi ha propagato i principi del gruppo ABC sui vantaggi dei formati naturali e delle euristiche del ragionamento nella formazione matematica.
Ha inoltre svolto attività di ricerca nel campo del "Gender" in matematica dirigendo un progetto sul tema della sua università e fondando la pubblicazione Mathematik und Gender.

### Pubblicazioni
- (EN) Laura Martignon e Ulrich Hoffrage, Fast, frugal, and fit: Simple heuristics for paired comparison, in Theory and Decision, vol. 52, n. 1, 1º febbraio 2002,  pp. 29-71, DOI:10.1023/a:1015516217425. URL consultato il 1º settembre 2017.
- (EN) Laura Martignon, Konstantinos V. Katsikopoulos e Jan K. Woike, Categorization with limited resources: A family of simple heuristics, in Journal of Mathematical Psychology, vol. 52, n. 6,  pp. 352-361, DOI:10.1016/j.jmp.2008.04.003. URL consultato il 1º settembre 2017.
- (EN) Keith Stenning, Laura Martignon e Alexandra Varga, Probability-free judgment: Integrating fast and frugal heuristics with a logic of interpretation., in Decision, vol. 4, n. 3,  pp. 171-196, DOI:10.1037/dec0000072. URL consultato il 1º settembre 2017.
- (EN) Jan K. Woike, Ulrich Hoffrage e Laura Martignon, Integrating and Testing Natural Frequencies, Naïve Bayes, and Fast-and-Frugal Trees., in Decision, DOI:10.1037/dec0000086. URL consultato il 1º settembre 2017.
- (DE) Gerhard de Haan, Georg Kamp, Achim Lerch, Georg Müller-Christ e Laura Martignon, Nachhaltigkeit und gerechtigkeit: grundlagen und schulpraktische konsequenzen, Berlino, Heidelberg: Springer-Verlag, 2008, ISBN 9783540854920, OCLC 646764607.
- (EN) Gerd Gigerenzer, Peter M. Todd e ABC Research Group, Simple heuristics that make us smart, New York, Oxford University Press, 2001  [1999], ISBN 9780195143812, OCLC 742204449.
- (PT) Laura Martignon, Matrizes positivas, Rio de Janeiro, Instituto de Matemática Pura e Aplicada, 1987, OCLC 35258775.
- (EN) Laura Martignon e Stefan Krauss, Hands-on activities for fourth graders: A tool box for decision-making and reckoning with risk, in International Electronic Journal of Mathematics Education, vol. 4, n. 3, ottobre 2009.